# Parallelia neptunia
Parallelia neptunia là một loài bướm đêm trong họ Erebidae.